# Libanon op de Olympische Zomerspelen 2016
Libanon nam deel aan de Olympische Zomerspelen 2016 in Rio de Janeiro, Brazilië. De selectie bestond uit negen atleten, actief in zeven verschillende sporten. Judoka Nacif Elias, die in Brazilië opgroeide, droeg de Libanese vlag tijdens de openingsceremonie. Een vrijwilliger deed dat bij de sluitingsceremonie. Elias werd in zijn tweede rondewedstrijd in de klasse tot 81 kilogram gediskwalificeerd door de jury vanwege een onreglementaire armgreep. Na een woede-uitbarsting naast de judomat bood hij later zijn excuses aan voor zijn tirade. Hij vroeg zijn opponent – die hij had beschuldigd van onsportief gedrag ter manipulatie van de jury – om vergiffenis en kreeg een staande ovatie van het publiek.

## Deelnemers en resultaten
(m) = mannen, (v) = vrouwen 

### Atletiek
| Olympiër      | Discipline      | Resultaat | Prestatie             |
| ------------- | --------------- | --------- | --------------------- |
| Ahmad Hazer   | 110m horden (m) | 36e       | serie 4: 7de in 15,50 |
|               |                 |           |                       |
| Chirine Njeim | marathon (v)    | 109e      | 2:51.08               |

### Judo
| Olympiër       | Discipline | Resultaat | Prestatie                                          |
| -------------- | ---------- | --------- | -------------------------------------------------- |
| Nacif Elias VO | –81kg (m)  | 17e       | 1ste ronde: vrij 2de ronde: V van ARG Lucenti: DSQ |

### Kanovaren
| Olympiër       | Discipline     | Resultaat | Prestatie                 |
| -------------- | -------------- | --------- | ------------------------- |
| Richard Merjan | C-1 slalom (m) | 19e       | voorronde: 19de in 120,20 |

### Schermen
| Olympiër    | Discipline | Resultaat | Prestatie                                          |
| ----------- | ---------- | --------- | -------------------------------------------------- |
| Mona Shaito | floret (v) | 17e       | 1ste ronde: vrij 2de ronde: V van USA Kiefer: 3–15 |

### Schietsport
| Olympiër   | Discipline | Resultaat | Prestatie                                   |
| ---------- | ---------- | --------- | ------------------------------------------- |
| Ray Bassil | trap (v)   | 14e       | kwalificatie: 14de met 65 punten (23-22-20) |

### Tafeltennis
| Olympiër         | Discipline    | Resultaat | Prestatie                                                                      |
| ---------------- | ------------- | --------- | ------------------------------------------------------------------------------ |
| Mariana Sahakian | enkelspel (v) | 65e       | voorronde: V van NGR Oshonaike: 3–4 (11-8, 9-11, 7-11, 8-11, 11-8, 11-9, 8-11) |

### Zwemmen
| Olympiër          | Discipline          | Resultaat | Prestatie              |
| ----------------- | ------------------- | --------- | ---------------------- |
| Anthony Barbar    | 50m vrije slag (m)  | 50e       | serie 6: 8ste in 23,77 |
|                   |                     |           |                        |
| Gabrielle Doueihy | 400m vrije slag (v) | 31e       | serie 1: 7d in 4.31,21 |